# Thanyalak Chotphibunsin

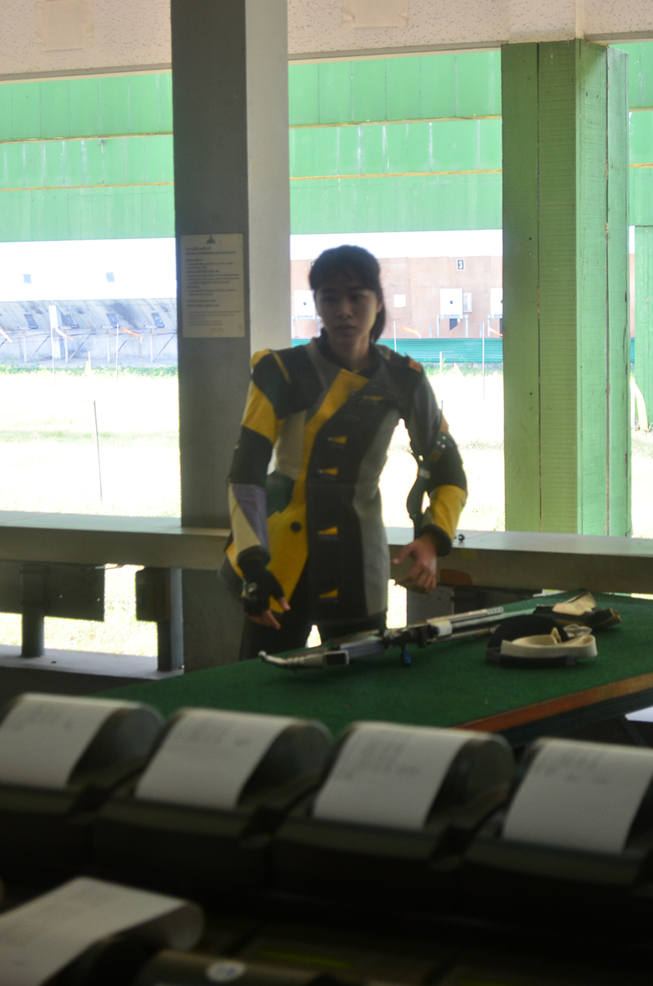
Thanyalak Chotphibunsin

Thanyalak Chotphibunsin (taj. ธัญลักษณ์ โชติพิบูลศิลป์; ur. 19 listopada 1990 w Chiang Mai) – tajska strzelczyni.
Karierę rozpoczęła w wieku 11 lat, a rok później wystartowała na pierwszych międzynarodowych zawodach.
Na Igrzyskach Azjatyckich 2006 zdobyła złoty medal w zawodach drużynowych i srebrny w indywidualnych z karabinu małokalibrowego.
W 2007 wystartowała na igrzyskach Azji Południowo-Wschodniej. Zdobyła złoty medal w strzelaniu drużynowym z karabinu pneumatycznego i pistoletu dowolnego oraz srebro w drużynowym strzelaniu z karabinu małokalibrowego.
W 2008 wzięła udział w igrzyskach olimpijskich. Zajęła na nich 40. miejsce z 388 punktami w strzelaniu indywidualnym z karabinu pneumatycznego z 10 m i 35. z 569 punktami w strzelaniu z karabinu sportowego z 50 m.
Na Igrzyskach Azji Południowo-Wschodniej 2009 wywalczyła złoto w strzelaniu drużynowym z karabinu pneumatycznego i karabinu małokalibrowego i srebro w strzelaniu indywidualnym z karabinu pneumatycznego.
Na uniwersjadzie w 2013 zdobyła dwa srebrne medale – w indywidualnym i drużynowym strzelaniu z karabinu małokalibrowego z 50 m. W tym samym roku wywalczyła dwa medale na Igrzyskach Azji Południowo-Wschodniej: złoty w strzelaniu z karabinu małokalibrowego drużynowo i srebrny w strzelaniu z karabinu małokalibrowego indywidualnie.
W 2015 zdobyła trzy medale igrzysk Południowo-Wschodniej Azji: złoty w strzelaniu z karabinu małokalibrowego drużynowo, srebry w tej samej konkurencji indywidualnie i brązowy w strzelaniu z karabinu pneumatycznego indywidualnie.